# Aglutinação (gramática)
Aglutinação, também referida como amálgama (ou mais raramente palavra-valise, do francês mot-valise), é um termo na linguística que se refere a uma palavra ou morfema resultante da fusão de duas palavras, geralmente uma perdendo a parte final e a outra perdendo a parte inicial (composição por aglutinação). Frequentemente estas palavras são neologismos.
Alguns exemplos incluem:
- aguardente - (água + ardente)
- bit - (binary + digit)
- portunhol - (português + espanhol)
- telemóvel - (telefone + móvel)
- infomercial - (informação + comercial)
- showmício - (show + comício)
- Grenal - (Grêmio + Internacional)
- Blaxploitation - (black + exploitation)
- Atletiba - (Athletico Paranaense + Coritiba)
- Brexit - (Britain + exit)